# Ponte Vedra Challenger 1991
Il Ponte Vedra Challenger 1991 è stato un torneo di tennis facente parte della categoria ATP Challenger Series nell'ambito dell'ATP Challenger Series 1991. Il torneo si è giocato a Ponte Vedra negli Stati Uniti dal 30 settembre al 6 ottobre 1991 su campi in cemento.

## Vincitori

### Singolare
Jonathan Stark ha battuto in finale  Kelly Evernden con il punteggio di 6–3, 6–1

### Doppio
Steve DeVries /  Kenny Thorne hanno battuto in finale  Shelby Cannon /  Roger Smith con il punteggio di 7–5, 7–6